# Stephan Kessler (Maler)

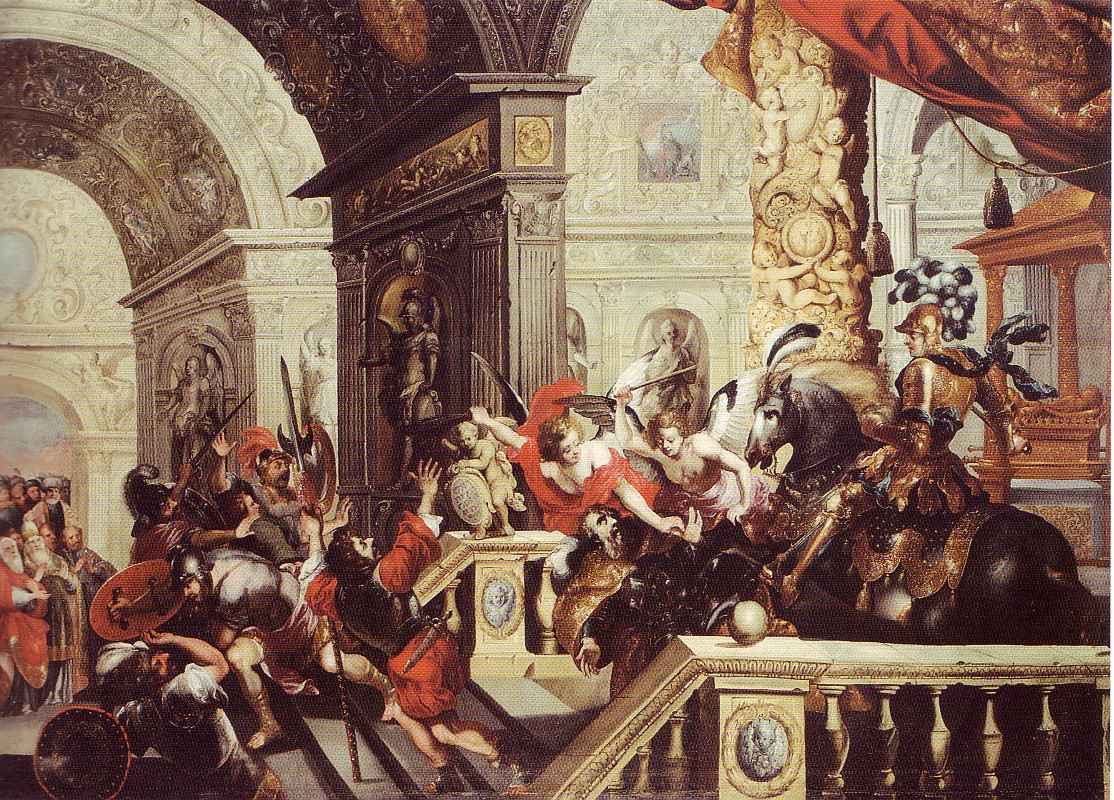
„Die Vertreibung Heliodors aus dem Tempel“, Öl auf Leinwand, ca. 1670

Stephan Kessler (* 16. Januar 1622 in Donauwörth; † 31. August 1700 in Brixen) war einer der bedeutendsten Barockmaler Tirols. Als gefragter Künstler des städtischen Klerus und Adels malte er unter anderem Altarblätter und biblische Historienbilder und gestaltete zusammen mit Caspar Feichtmayr den Barocksaal des Klosters Benediktbeuern.

## Leben
Zum Leben Stephan Kesslers finden sich in den Archiven seiner Heimat zahlreiche verstreute Spuren. Sie betreffen zum Beispiel Eheschließungen und Kindstaufen, Erb- und Grundstücksangelegenheiten, Vereinbarungen und Streitigkeiten über Honorare. Eine lückenlos geschlossene Biografie, zuverlässige Auskünfte über Charakter und Lebensweise des Malers lassen sich daraus jedoch nicht ableiten.
Kesslers Vater Georg war von Beruf Maler und aus Breslau nach Donauwörth gekommen. Dort heiratete er 1621 Anna, die Witwe seines Meisters. Stephan Kessler, Sohn aus dieser Ehe, wurde am 16. Januar 1622 in Donauwörth geboren. Für 1643 ist sein Aufenthalt in Brixen verbürgt, 1644 erhielt er das dortige Bürgerrecht, wobei ihm vorgeschlagen wurde, statt der dafür fälligen Zahlung eine Bildtafel für das Rathaus zu malen; es ist nicht bekannt, wie sich der Maler in dieser Frage entschied. 1643 hatte Kessler seine erste Ehe geschlossen, mit seiner Frau Margretha hatte er sieben Kinder. Nachdem seine Frau 1692 gestorben war, ging er wenige Monate später eine zweite Ehe ein und heiratete 1698, aus dem gleichen Grund und nach ebenso kurzer Frist, zum dritten Mal. Knapp zwei Jahre später, am 31. August 1700, starb Stephan Kessler, „der freyen Khunst Mahler“.
Kessler hatte bald nach seiner Ankunft in Brixen eine Malerwerkstatt gegründet und diese mit großem unternehmerischen Geschick geführt. Schon nach kurzer Zeit erhielt er viele Aufträge von kirchlichen und adligen Auftraggebern. Er wurde über Südtirol hinaus bekannt und hatte Kunden in Städten wie Graz und Wien. In späteren Jahren arbeiteten seine Söhne Michael, Gabriel und Raphael in seiner Werkstatt mit.

## Werk

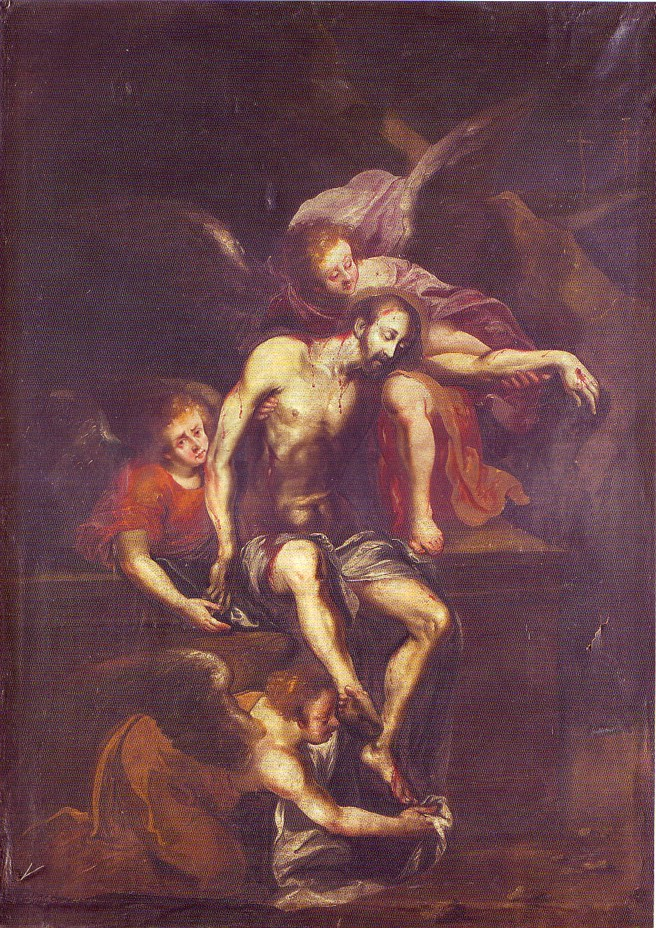
Engelspietà, ca. 1650.
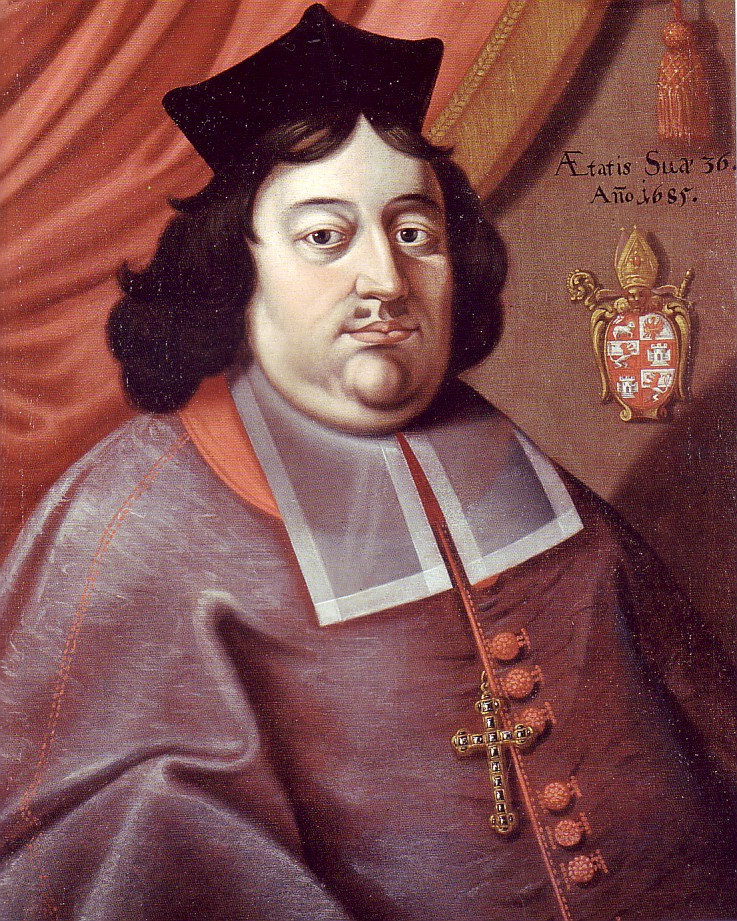
Fürstbischof Johann Franz Khuen, 1685.
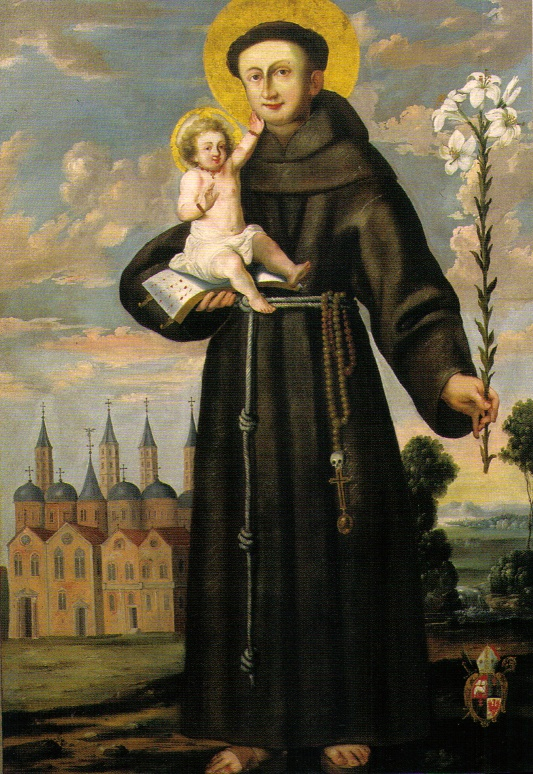
Der hl. Antonius von Padua, ca. 1650/60.
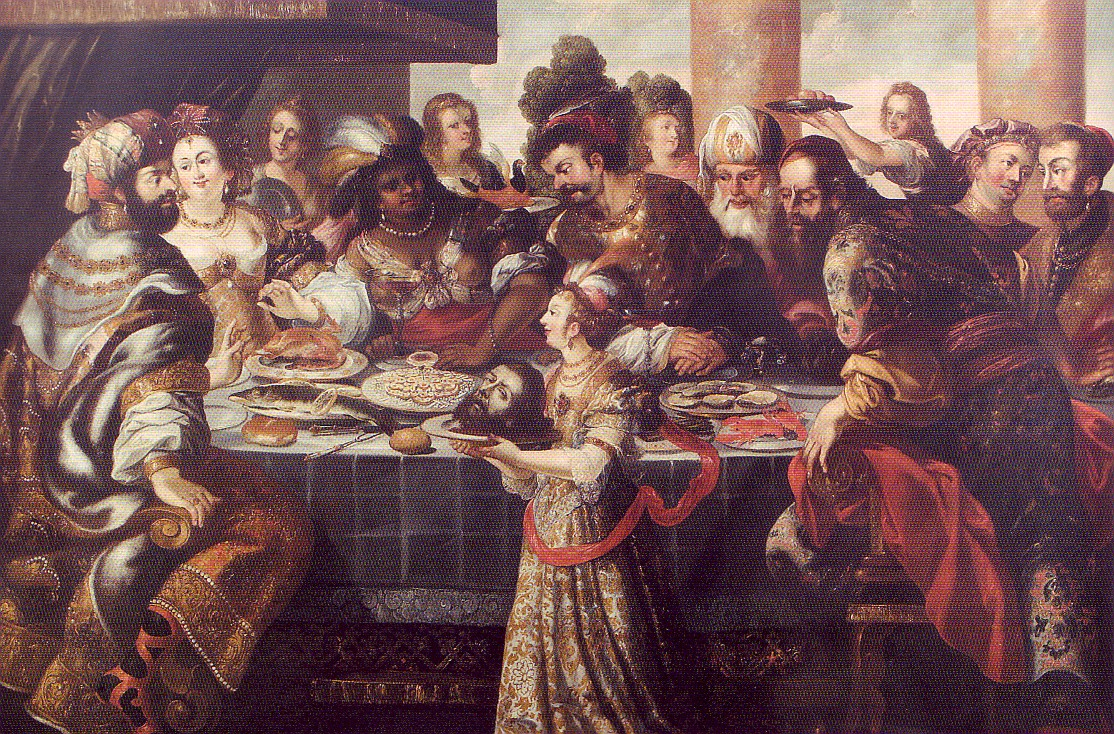
Das Gastmahl des Herodes, ca. 1660.

### Allgemeines
Zur Lebenszeit Kesslers war es gängige Praxis unter bildenden Künstlern, auf Bildformulierungen zurückzugreifen, die von berühmten Kollegen entwickelt worden waren. In Kesslers gesamtem Werk lassen sich mehr oder weniger ausführliche Bildzitate dieser Art erkennen, Bausteine gewissermaßen, die in wechselnden Handlungsrahmen eingesetzt wurden. Solches Verhalten wurde seinerzeit generell nicht als Versuch eines Plagiats verurteilt, sondern im Gegenteil als Beweis von fachlichem Wissen anerkannt. Neben einigen Einflüssen aus Deutschland und Italien (u. a. Paolo Veronese) war es vor allem das Werk des flämischen Malers Peter Paul Rubens, das Stephan Kessler für seine großformatigen, detailreichen und farbenfrohen Arbeiten Inspirationen lieferte. Dabei war hilfreich, dass die Bilder Rubens’ als grafische Reproduktionen längst weit verbreitet waren. Der Einfluss von Jan Brueghel dem Älteren ist ebenso nicht zu übersehen.

2005 wurde an Stephan Kessler in einer großen Sonderausstellung mit dem Titel Stephan Kessler. Ein Tiroler Maler der Rubenszeit erinnert, in der zahlreiche Bilder aus Privatbesitz zum ersten Mal überhaupt der Öffentlichkeit zugänglich gemacht wurden. Die Ausstellung fand im Diözesanmuseum in der Hofburg Brixen sowie in den Außenstellen Augustiner Chorherrenstift Kloster Neustift, Schloss Schenna und Schloss Fahlburg (Südtirol) statt. Der Rezensent einer Lokalzeitung urteilte anlässlich dieser Ausstellung: 

„Die üppigen Dekorationen, die prunkvollen Kostüme, die hinreissenden Momentaufnahmen mit Kindern, die hingebungsvollen Musikanten, die ausgelassenen, wirbelnden, erotisch anmutenden Tanzszenen, die wollüstigen „leichten Mädchen“ stehen im krassen Gegensatz zu [seinen] frommen Szenen aus dem Alten und Neuen Testament mit der dem Barock eigenen Sinnlichkeit und Körperlichkeit.“

### Sakrale Kunst
Von einzelnen Stiftern und vom katholischen Klerus wurde Kessler häufig beauftragt, Altarretabel zu gestalten. Seine Altarbilder befinden sich in zahlreichen Kirchen Tirols, werden heute aber auch in einigen Museen aufbewahrt, unter anderem im Meraner Stadtmuseum und im Tiroler Landesmuseum. Darüber hinaus malte Kessler Heiligenbilder, Szenen aus dem Leben Christi und andere Darstellungen der biblischen Geschichte.
Am bekanntesten ist sein langgestrecktes Bild vom „Gastmahl im Haus des Simon“ von 1660, das im Augustiner-Chorherrenstift Kloster Neustift über der barocken Täfelung an der Nordwand des Refektoriums angebracht ist. Es ist 10,20 m breit, 2,35 m hoch und mit einer Fläche von ca. 24,5 m² ein ungewöhnlich großes Leinwandbild. Das zentral angelegte Hauptmotiv ist die Fußwaschung Christi durch Maria Magdalena. Die linke Tischhälfte lässt sich auf einen Rubensstich zurückführen. Andere Partien verweisen auf Gastmahl-Bilder von Paolo Veronese – das gilt für den architektonischen Rahmen sowie für den Apostel mit weißem Bart ganz rechts außen und den sitzenden Hund in der rechten Bildhälfte. Auf dessen Halsband hat der Maler das Wappen des seinerzeit amtierenden Propstes angebracht, dazu seine eigenen Initialen (S.K.). Die Figur eines stehenden Dieners mit Bierkrug am rechten Bildrand wird gelegentlich als Selbstbildnis Kesslers interpretiert.

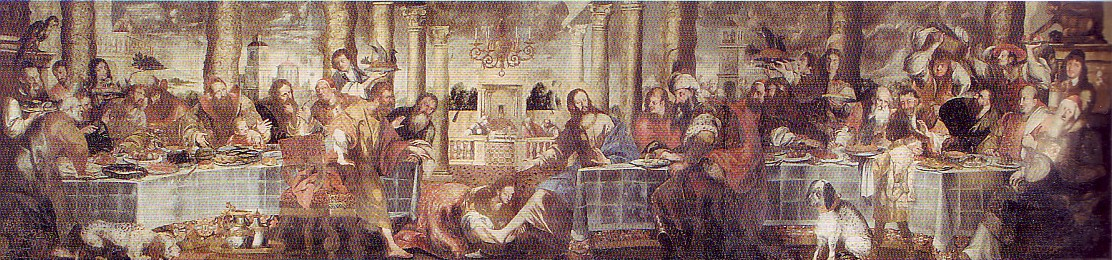
„Das Gastmahl im Haus des Simon“, Übersichtsbild.
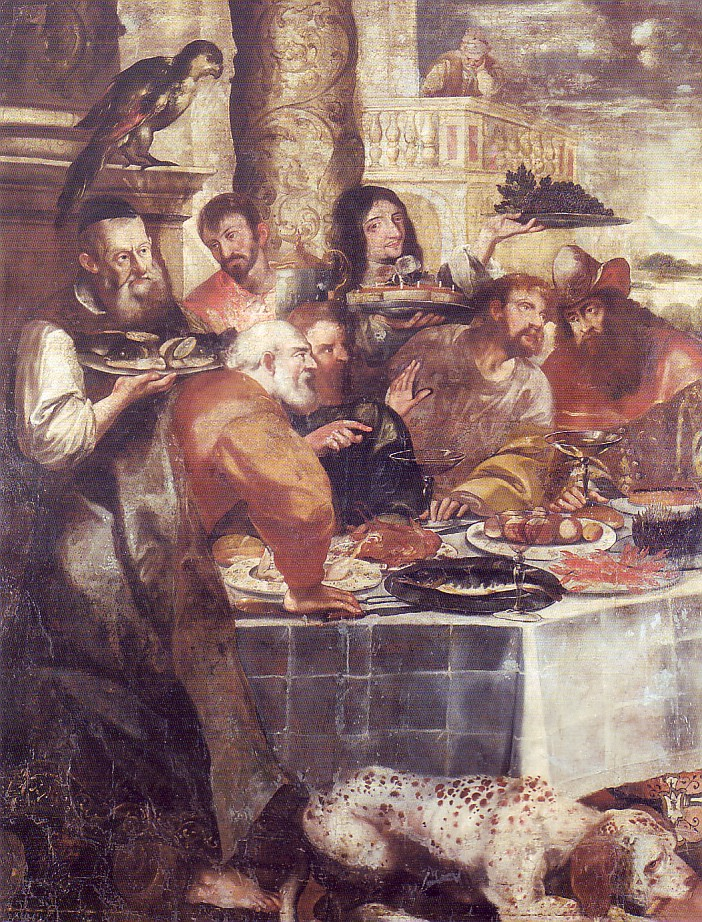
„Das Gastmahl im Haus des Simon“, linker Bildrand.
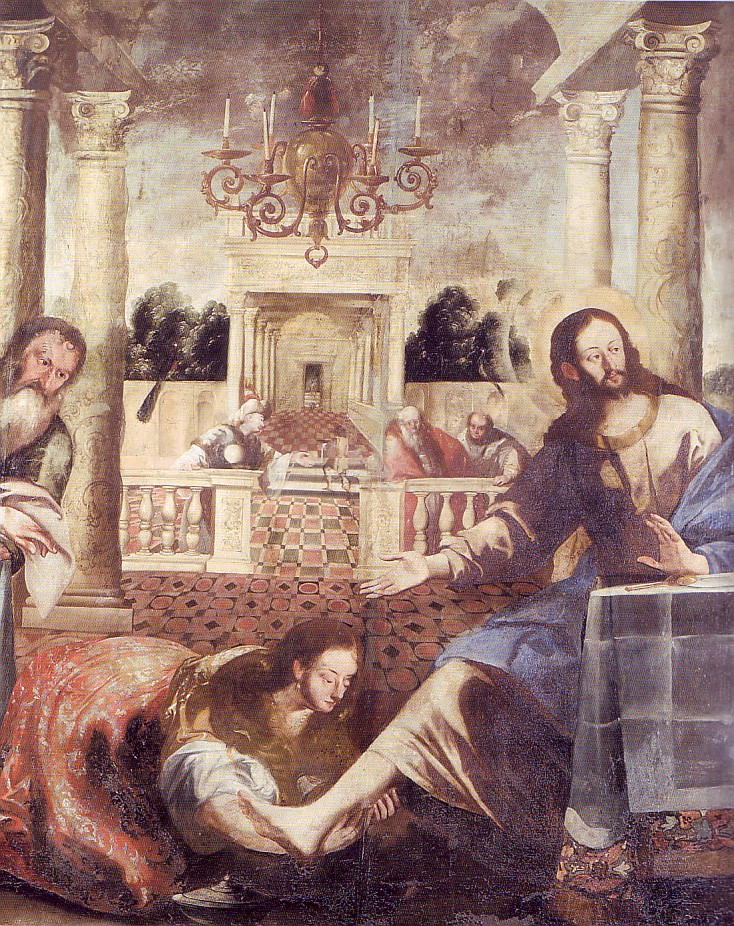
„Das Gastmahl im Haus des Simon“, Mittelteil.
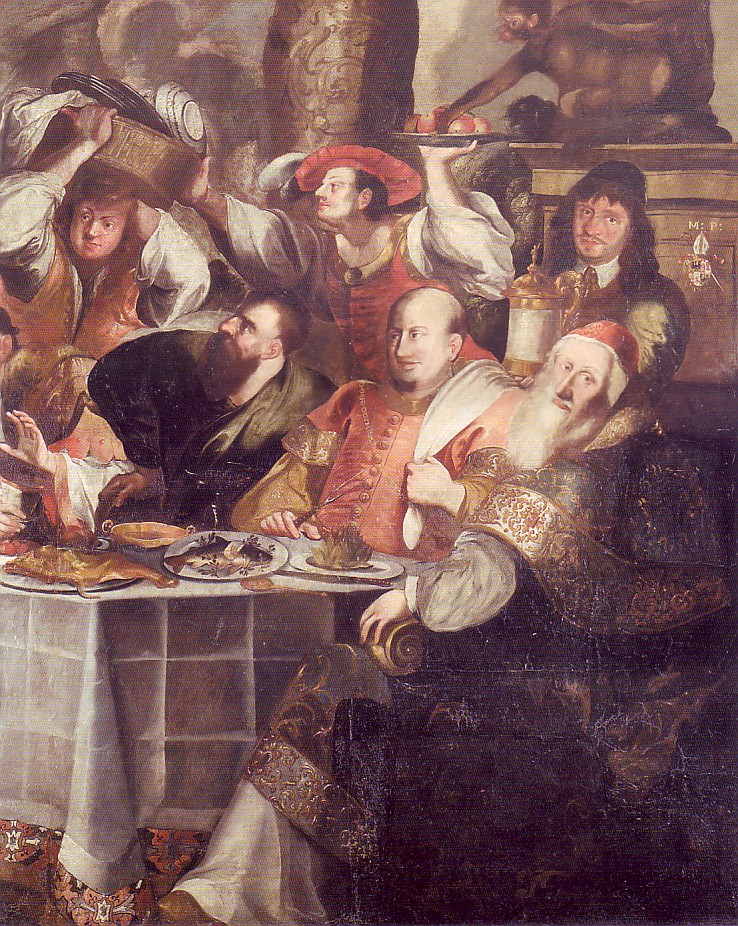
„Das Gastmahl im Haus des Simon“, rechter Bildrand.

### Profane Kunst
Zu den Auftraggebern von Kesslers profanen Bildern gehörten oft Schlossbesitzer. Sie bestellten in der Regel Historienbilder und Porträts, aber auch Bilder über Festlichkeiten oder die verschiedenen Jahreszeiten. Manche Bilder, zum Beispiel Türkischer Sklavenmarkt oder Kolumbus vor dem Kaziken zeigen, dass auch erotisch-fremdländische Themen gefragt waren. Beim Tiroler Adel waren Darstellungen des Gleichnisses vom verlorenen Sohn beliebt, von denen sechs Folgen bis heute erhalten sind, jede Folge umfasst vier oder sechs Bilder. „Im Mittelpunkt steht barocke Festkultur, die moralisch hinterfragt wird. […] All diese Bilder dienen letztlich der Erbauung und Belehrung, wobei die Augenfreude nicht zu kurz kommen sollte.“

### Deckenmalerei
Zu den Deckengemälden, die Kessler geschaffen hat, gehören die acht Marienleben in der Liebfrauenkirche auf Säben und die Saaldecke im Schloss Fahlburg in Prissian. Am bekanntesten sind seine Deckenbilder im großen barocken Festsaal im Westflügel des Konvents von Kloster Benediktbeuern. Er schuf sie zusammen mit Caspar Feichtmayr in der Zeit von 1672 bis 1675. Sie zeigen unter anderem die vier Elemente, die Erde als Einheit von Mensch, Tierwelt und Pflanzen sowie antike Göttergestalten, die das Reich der Planeten darstellen. Dort malte er auch zwischen 1675 und 1680 den zwölfteiligen Monatsbildzyklus Reigen der Monate. Auch im Schloss Schenna befinden sich noch sieben von zwölf im Jahr 1675 entstandenen Monatsbildern.

#### Bilder des Leben Mariä in der Liebfrauenkirche in Säben

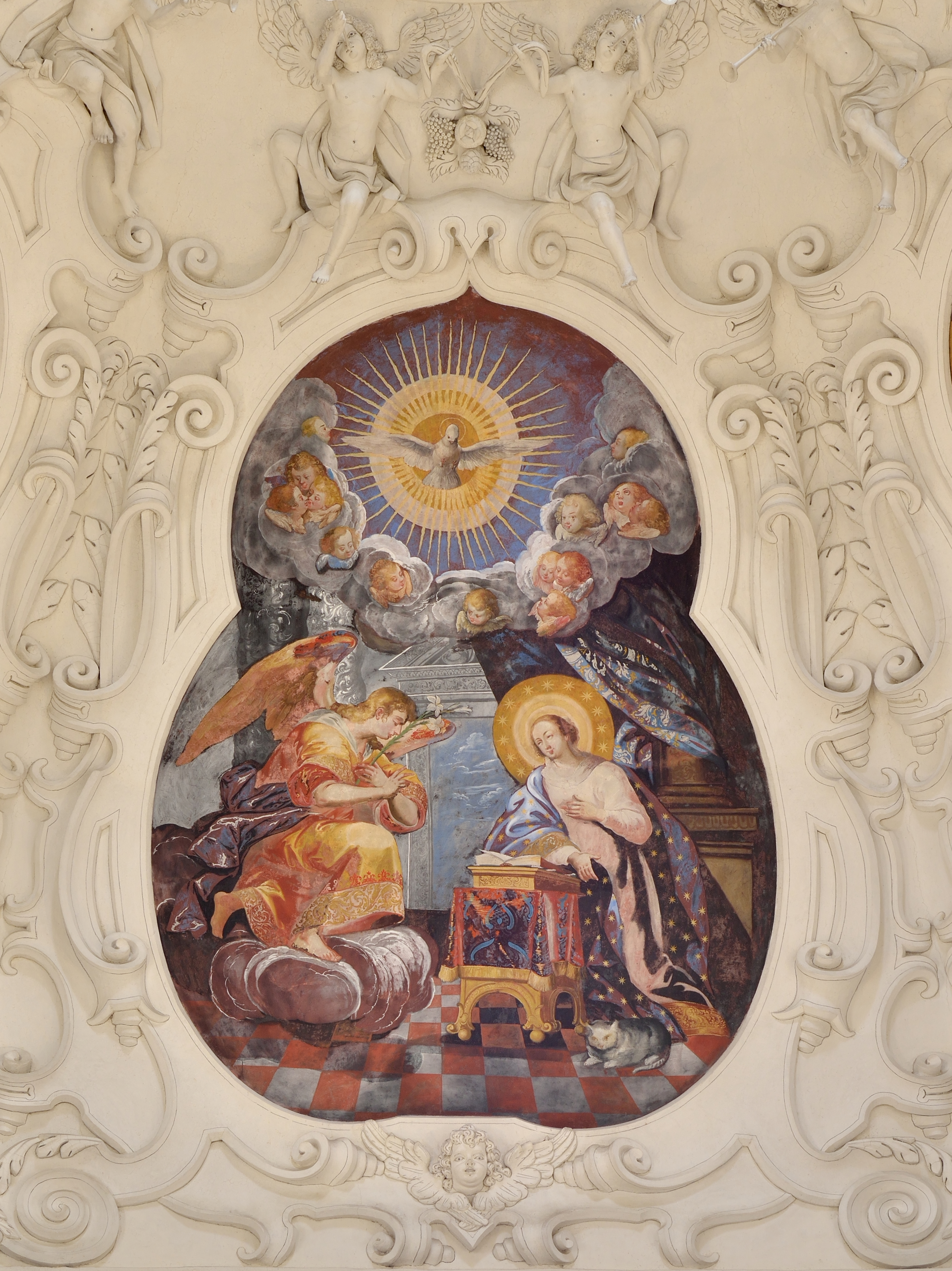
Maria Verkündigung
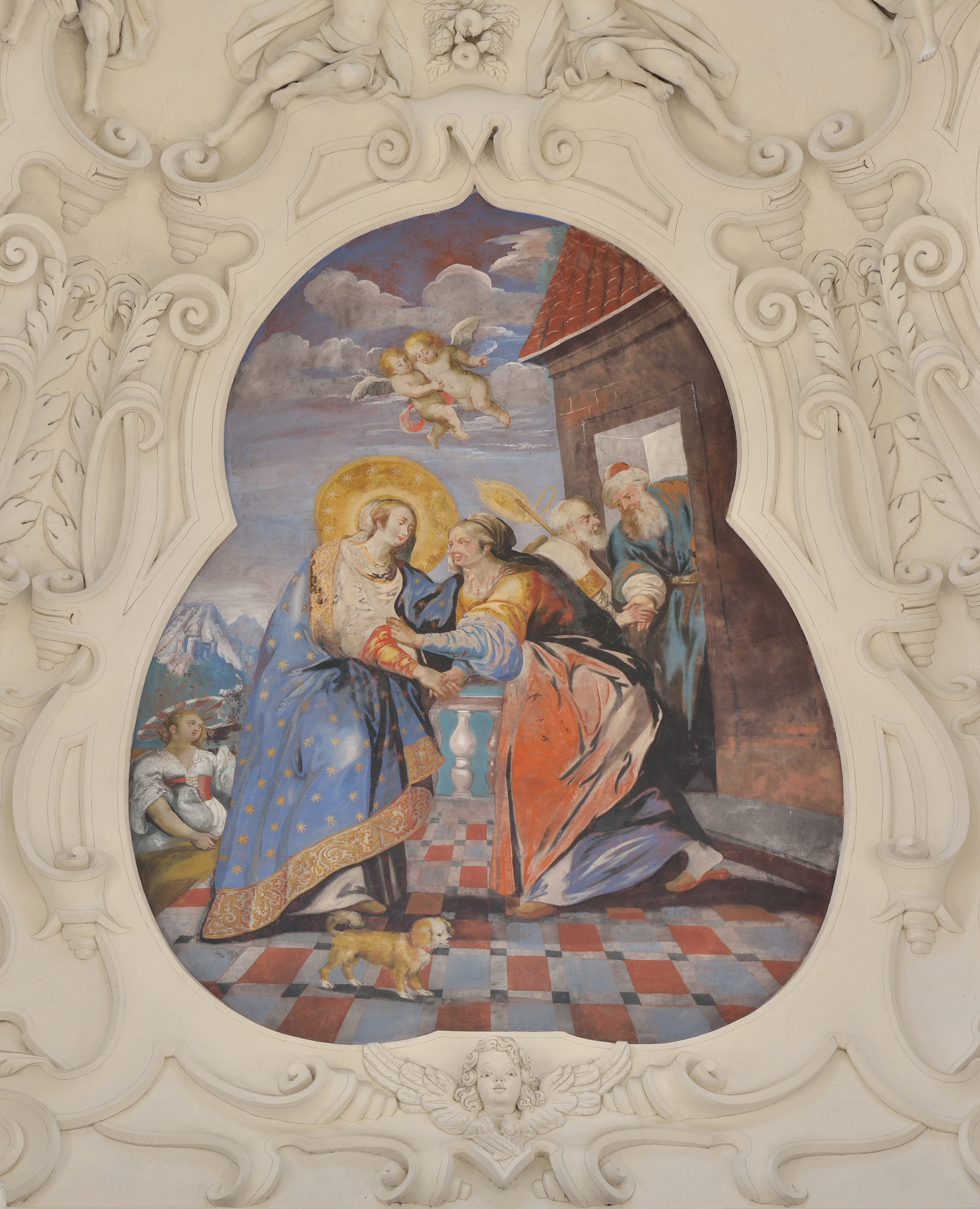
Mariä Heimsuchung
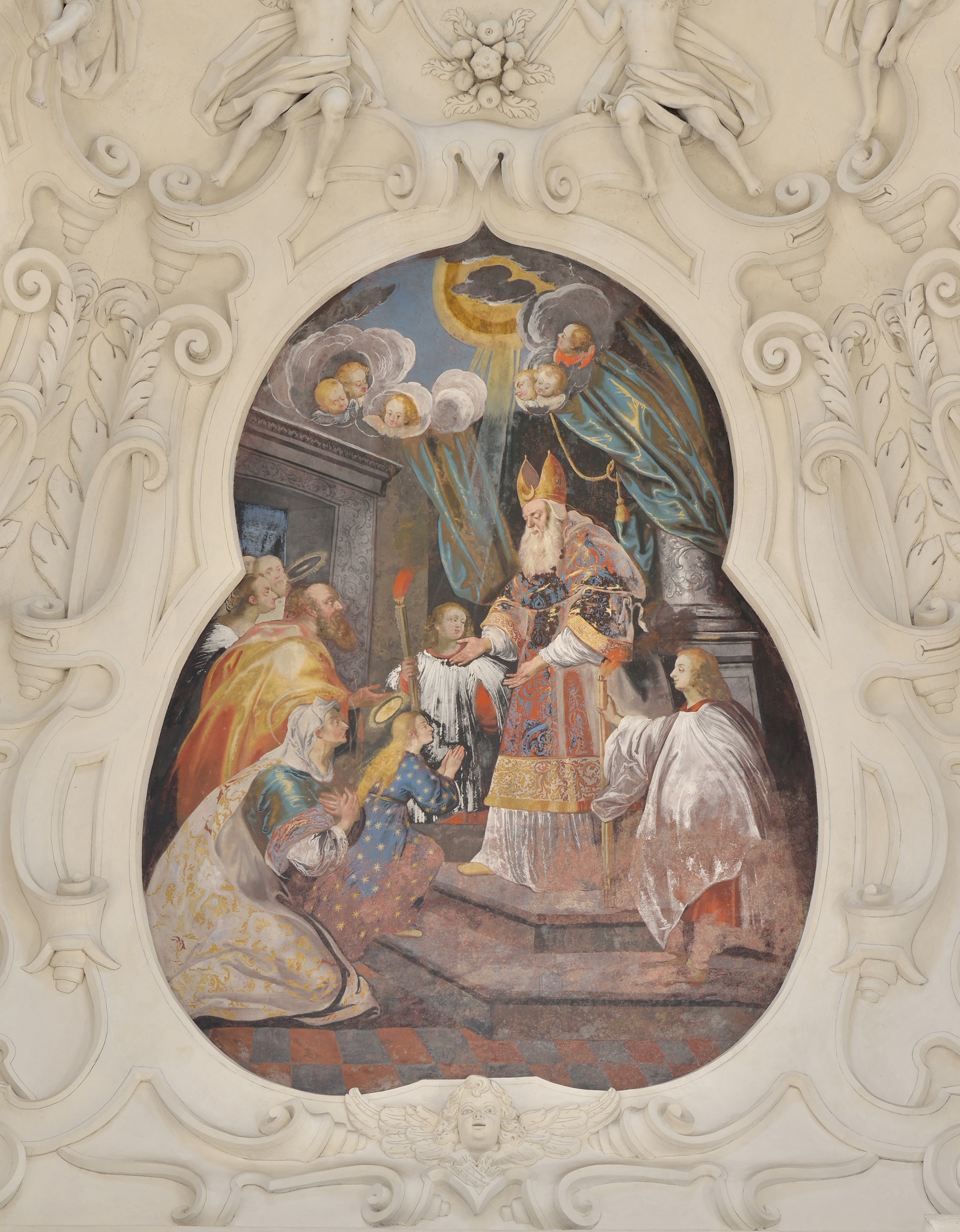
Mariä Tempelgang
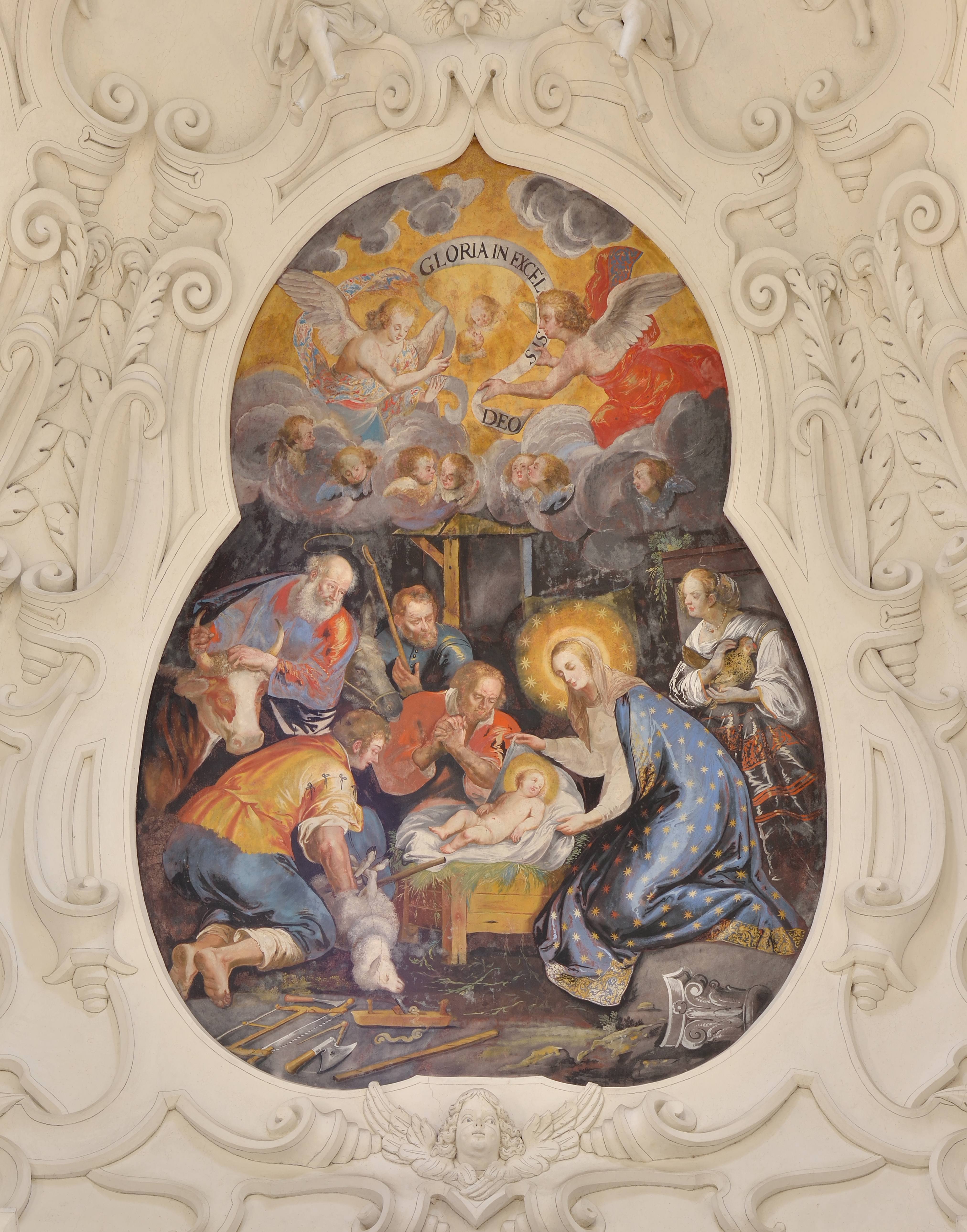
Geburt Christi
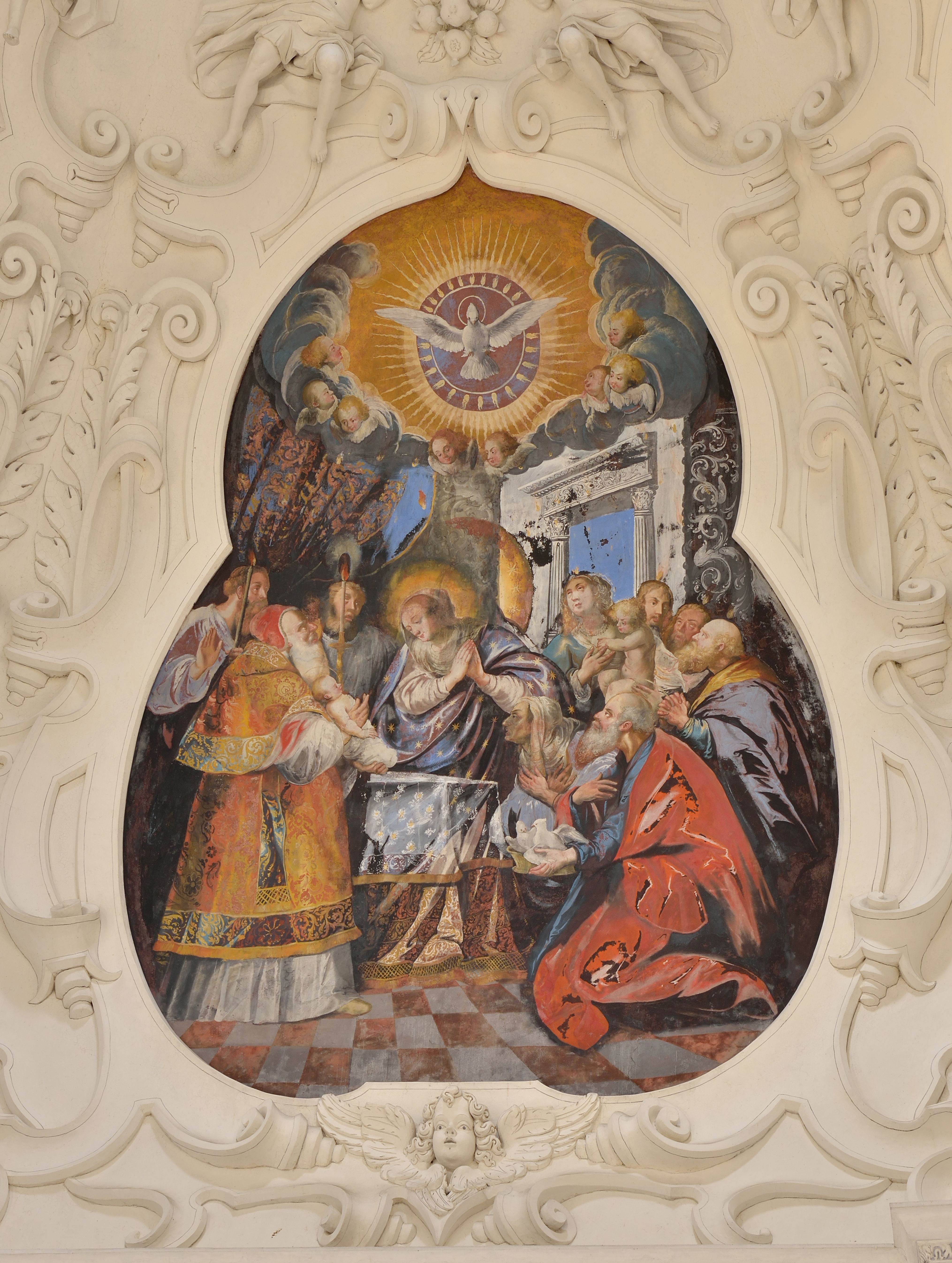
Darstellung des Herrn
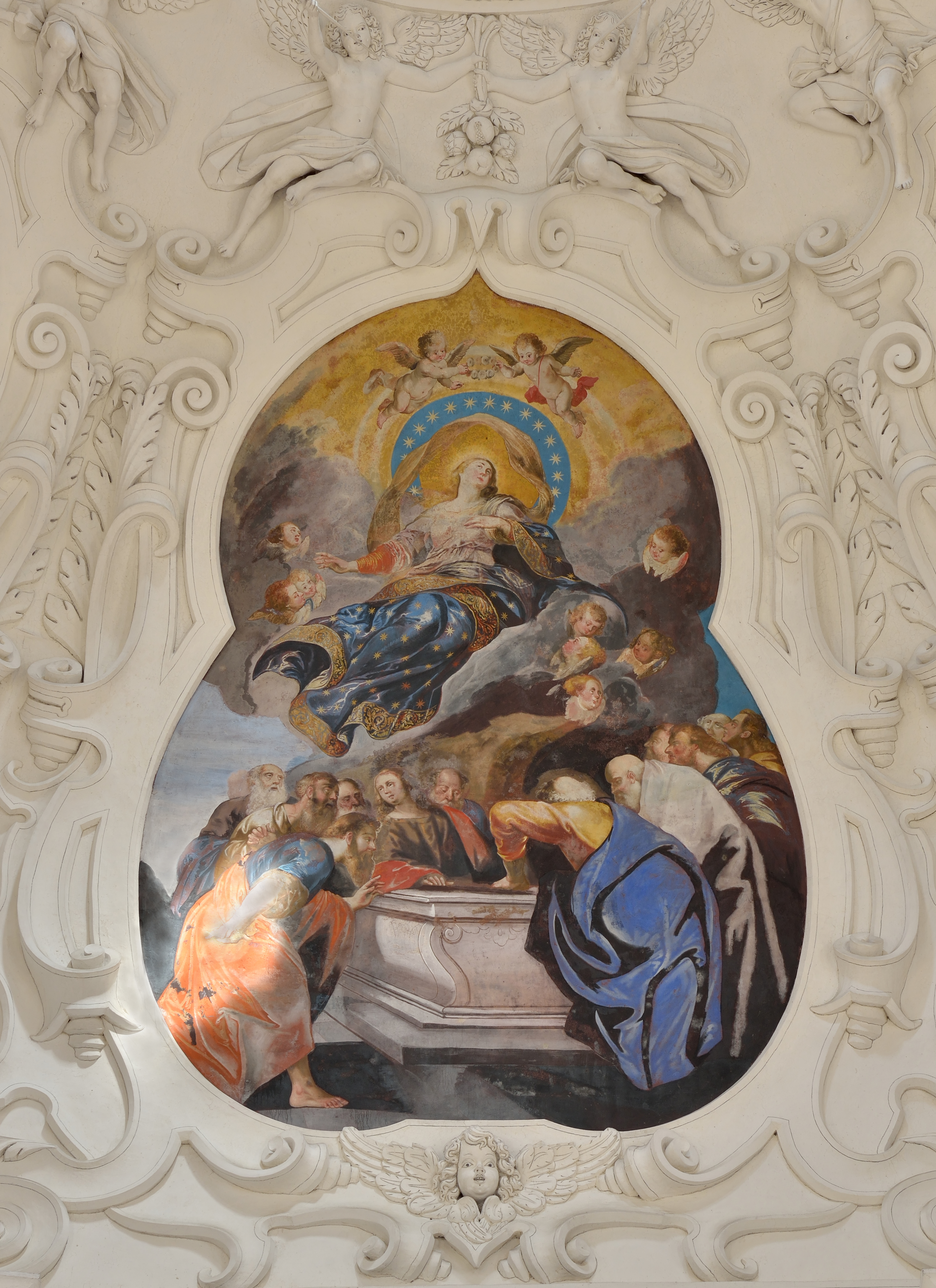
Mariä Himmelfahrt
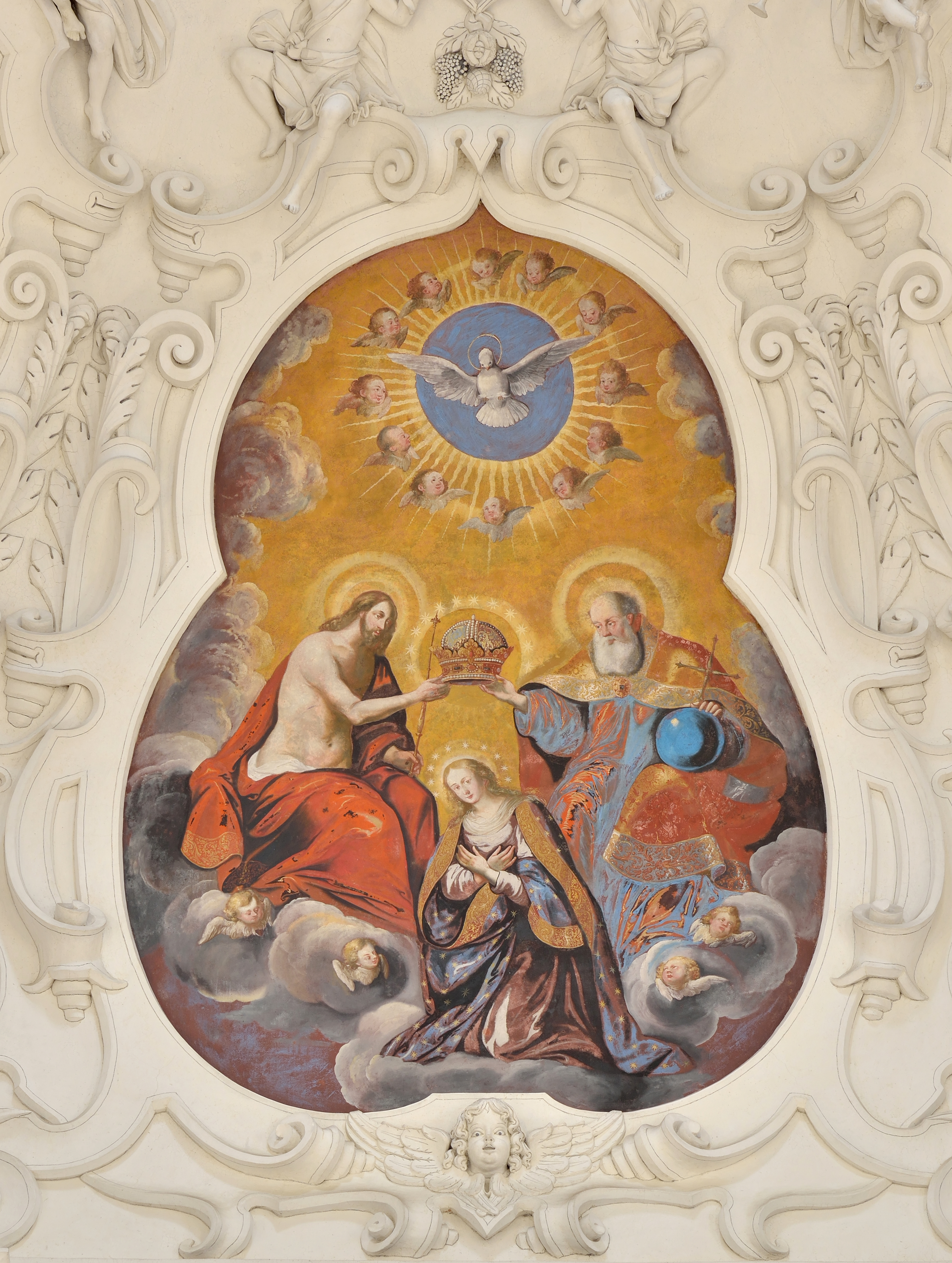
Krönung Mariens

### Öffentlich zugängliche Werke
| Bildtitel                                            | Entstehung | Maße          | Technik          | Aufbewahrungsort                                         |
| ---------------------------------------------------- | ---------- | ------------- | ---------------- | -------------------------------------------------------- |
| Die Opferung Isaaks                                  | um 1650/60 | 51 × 94 cm    | Öl auf Holz      | Städtische Kunstgalerie im Deutschordenshaus, Donauwörth |
| Engelspietà                                          | um 1650    | 153 × 110 cm  | Öl auf Leinwand  | Brixner Dom                                              |
| Marienleben                                          | 1658       |               | Freskomedallions | Liebfrauenkirche (Säben)                                 |
| Jehu lässt die Baalsdiener hinrichten                | um 1660    | 162 × 228 cm  | Öl auf Leinwand  | Landesmuseum Joanneum, Graz                              |
| Gastmahl im Haus des Simon                           | 1660       | 235 × 1010 cm | Öl auf Leinwand  | Augustiner Chorherrenstift Kloster Neustift              |
| Der Reigen der Monate                                | 1675/1980  |               | Deckenbilder     | Kloster Benediktbeuern                                   |
| Die Reue des verlorenen Sohnes                       | um 1675/80 | 107 × 90 cm   | Öl auf Leinwand  | Schloss Schenna                                          |
| Der Reigen der Monate (7 Gemälde)                    | um 1675/80 | 128 × 95 cm   | Öl auf Leinwand  | Schloss Schenna                                          |
| Der Karneval von Venedig                             | um 1675/80 | 215 × 150 cm  | Öl auf Leinwand  | Schloss Schenna                                          |
| Auszug in den Krieg, Die Türkenbelagerung Wiens 1683 |            | 215 × 150 cm  | Öl auf Leinwand  | Schloss Schenna                                          |